# Lipaugus
Lipaugus, foi um género de aves da família Cotingidae.
Este género contém as seguintes espécies:
- Lipaugus subalaris
- Lipaugus cryptolophus
- Lipaugus fuscocinereus
- Lipaugus uropygialis
- Cricrió, Lipaugus vociferans
- Lipaugus unirufus
- Tropeiro-da-serra, Lipaugus lanioides
- Cricrió-de-cinta-vermelha, Lipaugus streptophorus
- Lipaugus weberi
- Saudade, Lipaugus ater
- Saudade-de-asa-cinza, Lipaugus conditus